# Atheris hispida
Atheris hispida è una specie di vipera endemica dell'Africa centrale, nota per le sue scaglie dorsali particolarmente irte, che le conferiscono un aspetto ispido. Nessuna sottospecie è stata correntemente riconosciuta.

## Descrizione
Il maschio della specie cresce fino ad una lunghezza massima di 73 cm (corpo 58 cm, coda 15 cm). Le femmine crescono fino  massima di 58 cm. I maschi sono sorprendentemente più lunghi e sottili delle femmine, caso raro per i rettili.
La testa ha un muso corto, più ancora nei maschi che nelle femmine. Gli occhi sono grandi e circondati da 9–16 scaglie circo-orbitali. Le orbite sono separate da 7–9 scaglie. Le narici sono a fessura e separate dagli occhi da due scaglie. Gli occhi e le scaglie sopralabiali sono separate da una singola fila di scaglie. Le sopralabiali sono 7-10, di cui la quarta è allargata. Il corpo è coperto da scaglie allungate e molto ispide, dando a questo animale un peculiare aspetto 'arruffato'. Le scaglie attorno a testa e collo sono le più lunghe, accorciandosi posteriormente. Al centro del corpo, le scaglie dorsali sono organizzate in 15–19 file. Ci sono 149–166 scaglie ventrali e 35–64 sottocaudali. La scaglia anale è singola.

## Nomi comuni
- Vipera ruvida dei cespugli
- Vipera spinosa dei cespugli[2][1]
- Vipera ispida dei cespugli[1]
- Vipera ruvida arboricola
- Vipera africana ispida dei cespugli
- Vipera ispida[3]

## Habitat geografico
Africa del Centro: DR Congo, Sud-Ovest dell'Uganda, Kenya occidentale. Il tipo biologico attribuito è "Lutunguru, Kivu" (DR Congo).

## Comportamento
Arboricolo per natura, questo animale è spesso trovato appeso sui fiori o sulle foglie più lontane. Principalmente notturno.

## Dieta
Si ciba di mammiferi, rane, lucertole, uccelli e lumache, a volte scende a terra per cacciare mammiferi più grandi.

## Riproduzione
Le femmine danno alla luce a fino 12 nascituri alla volta in modo oviviparo. I neonati misurano circa 15 cm. di lunghezza totale. 

## Veleno
Non si sa molto sul loro veleno tranne che è principalmente neurotossico. Oltre alle neurotossine, essi portano anche citotossine e fasciculine. La tossicità di singoli campioni all'interno della stessa specie e sottospecie può variare notevolmente in base a diversi fattori, compresa la regione geografica. Anche il tempo e l'altitudine possono influenzare la tossicità (Ernst e Zug et al., 1996). Un morso può essere fatale per gli esseri umani senza accesso a cure di primo soccorso e successivo antidoto. Fino a poco tempo fa, il loro veleno è stato spesso considerato meno tossico di quello di molte altre specie, forse perché i morsi sono rari, ma questo non è stato il caso. Ci sono ora numerosi rapporti di morsi che hanno portato ad una grave emorragia di organi interni.